# Cercopoidea
Los cercopoideos o salivazos (Cercopoidea)   son una superfamilia de insectos hemípteros pertenecientes al suborden Auchenorrhyncha. Antiguamente, se consideraba taxonómicamente encuadrada en la familia Cercopidae pero, más adelante,  ésta se escindió en varias familias separadas: Aphrophoridae, Cercopidae y Clastopteridae. Más allá, se ha considerado que la familia Epipygidae no debe pertenecer a Aphrophoridae.
Todas las especies se alimentan de plantas, son por ello fitófagas, algunas se consideran plagas, pues afectan a las plantas ya sea en los estadios de ninfa o en el estadio de adulto.

## Ninfa
Los representantes de la superfamilia son reconocidos fundamentalmente por sus estadios de ninfa, pues en estos estadios de su ciclo vital producen con sus deyecciones una envoltura mucilaginosa y espumosa semejante a la saliva, sobre diversas especies de plantas. Una familia, Machaerotidae, no sólo produce dicha envoltura, sino que le da consistencia sólida mediante sales de carbonato de calcio, hasta definir una estructura tubular.

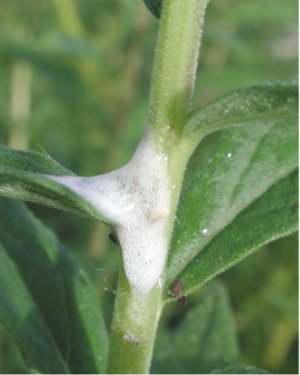
Ninfa cubierta de mucílago.

Dicha envoltura posee varias utilidades: esconde a la ninfa, defendiéndola de depredadores y parásitos; la aísla de variaciones térmicas bruscas, permitiendo una mejor termorregulación; y evita su desecación. 

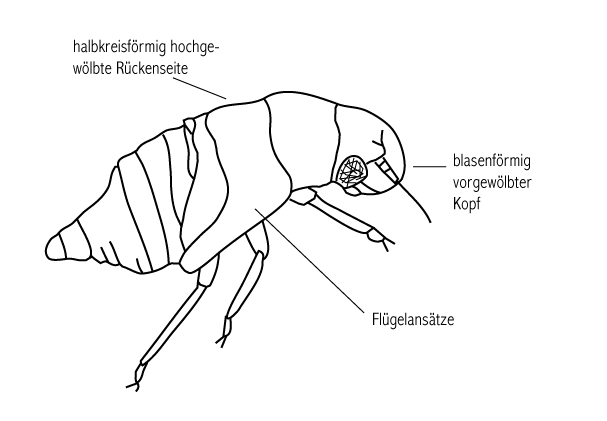
Aspecto general de la ninfa.

## Adulto
Los adultos se dispersan saltando de planta a planta: algunas especies llegan a alcanzar los 70 cm  en la vertical (esto, comparado con su longitud corporal, es más impresionante que en el caso de la pulga, artrópodo saltador por excelencia). Poseen espinas en la tibia, un segmento de la pata. Los miembros de la familia Machaerotidae poseen una espina torácica, en realidad una proyección del escutelo. Los pertenecientes a Clastopteridae poseen una modificación alar con función antipredatoria, caracterizada por formar una especie de 'cabeza' al final de su cuerpo. La mayoría de los Cercopidae pueden segregar hemolinfa desde los tarsos (segmentos distales a las patas), líquido irritante para los posibles depredadores; además, suelen poseer pautas de coloración aposemática como medida de evasión a dichos depredadores.

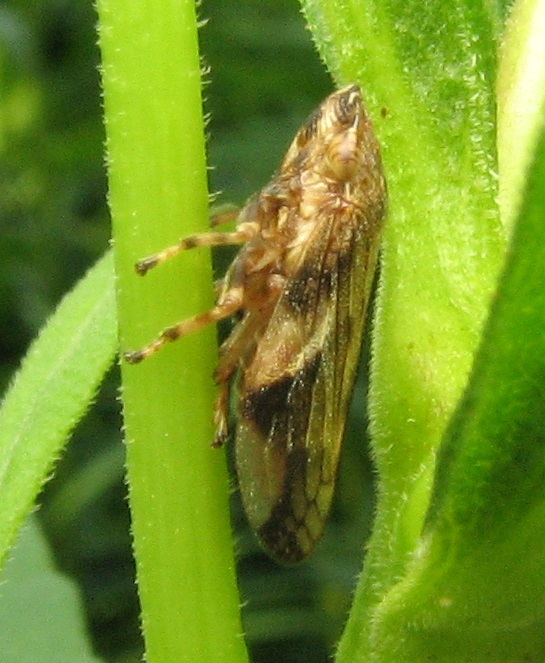
Aphrophora quadrinotata (familia Aphrophoridae)

## Taxonomía
La superfamilia comprende cinco familias:
- Aphrophoridae
- Cercopidae
- Clastopteridae
- Epipygidae
- Machaerotidae